# Slim (boisson)
Pour les articles homonymes, voir Slim.
Slim est une marque algérienne de boisson produite par l'entreprise Hamoud Boualem.

## Historique
Ce soda, apparu durant la seconde moitié du XXe siècle, est initialement disponible en deux saveurs : citron et orange, celle-ci est dénommée Crush dans un premier temps. En effet, l'entreprise Hamoud Boualem avait acquis une licence d'exploitation de la marque américaine Crush jusqu'aux années 1990.
En 2011, le Slim Orange est interdit d'importation aux États-Unis par la Food and Drug Administration, à cause de l'utilisation du colorant dénommé rouge de cochenille.
Une saveur bitter a été disponible un temps. Par la suite, la saveur fraise est lancée. Les autres saveurs sont à l'ananas et à la pomme. Une dernière saveur au litchi est lancée en 2022.